# 牛家院古盐道
牛家院古盐道位于中国山西省运城市盐湖区东郭镇刘范村南。
2021年8月4日，牛家院古盐道公布为第六批山西省文物保护单位，古遗址类，年代为北周、元、清，编号6-24。